# Ni con Dios ni con El Diablo
Ni con Dios ni con el Diablo es una película peruana  escrita y dirigida por Nilo Pereira del Mar. Coproducida con Francia e Inglaterra, se estrenó en 1990.

## Trama
En 1983, Jeremías, un joven pastor de alpacas, es informado por el brujo de su comunidad sobre una maldición que caería en el pueblo, a lo que él atribuye como si "Dios y el diablo estuvieran de acuerdo en destruirlo". Poco después, un grupo de senderistas entran al pueblo asesinando a las autoridades de la comunidad y lo designan a él junto a su primo Tomas y Rosuca como representantes. Cuando la columna parte, los militares ingresan al pueblo y matan a Tomás. La madre de Jeremías ayuda a escapar a él y Rosuca, con la finalidad que partan a Lima a buscar a su padrino en la ciudad. A mitad de camino, Rosuca decide quedarse en el campo y Jeremías trepa, solo, a un tren que lo lleva a un asentamiento minero antes de llegar a Lima. En su travesía no podrá eludir a la violencia, pues consideró que Lima es una ciudad maldita. Más tarde llegará también Rosuca a la capital, escapando de Sendero Luminoso, a cuyas filas se incorporó por un tiempo.

## Reparto
Se ha identificado los siguientes personajes:
- Marino León, como Jeremías.
- Patricia Cabrera, como Victoria.
- Diana Escobar, como Rosuca.
- Reynaldo Arenas, como Julián.
- Eduardo Cesti, como Coronel Rodríguez.

## Realización
Ni con Dios ni con El Diablo es el primer largometraje de Nilo Pereira, quien realizó el filme con Urpi Producciones Cinematográficas (empresa que fundó en 1979) con la ayuda de un auspicio de la Comisión Interministerial de Ayuda Selectiva a la Producción Cinematográfica de Francia y Channel 4 de Inglaterra.
Pereira mencionó que la idea del filme se basó en la lectura El retoño, de Julián Huanay publicada en 1950, en que el que se narra la historia de un niño campesino y las peripecias con las que se encuentra al llegar a Lima por primera vez. A partir de ese relato, el director contempla la vivencia y la perspectiva de los jóvenes campesinos que emigraron en consecuencia de la violencia política de la década de 1980. Ni con Dios ni con el diablo fue rodada en la localidad de Pachacayo (Departamento de Junín), y en Lima.

## Contexto social y político
Emilio Bustamante comenta que el contexto social que refleja el filme muestra una forma de vida “en Lima también luchamos para que todos los peruanos puedan vivir mejor”, los problemas sociales parecen ser claros, así como también la paranoia, desconfianza y el racismo hacia las personas que migraban de las provincias a Lima, lo cual en el largometraje las escenas conducen y muestran las acciones violentas.

## Lanzamiento
La película se estrenó en cines a nivel nacional el 16 de abril de 1990, y recibió un premio especial del jurado en el Festival Internacional de Cine de Cartagena de Indias en Colombia.
En 2022, la película se presentó en el Festival de Cine de Lima, en una versión remasterizada en HD, como parte de la sección Espacio Filmoteca PUCP.